# Сісуй (Тіба)

35°43′30″ пн. ш. 140°16′10″ сх. д. / 35.72500° пн. ш. 140.26944° сх. д.
Сісу́й (яп. 酒々井町, しすいまち, МФА: [ɕisui̯ mat͡ɕi̥]) — містечко в Японії, в повіті Імба префектури Тіба. Станом на 1 жовтня 2008 площа містечка становила 19,02 км². Станом на 1 січня 2009 населення містечка становило 21 299 осіб.